# Kira Walkenhorst
Kira Walkenhorst (Essen, 18 november 1990) is een voormalig Duits beachvolleyballer en volleyballer. Met Laura Ludwig werd ze in 2016 olympisch kampioen en in 2017 wereldkampioen. Daarnaast heeft ze tweemaal de Europese titel en driemaal de Duitse titel gewonnen. Zowel in 2016 als in 2017 werd ze met Ludwig verkozen tot Duitse sportploeg van het jaar.

## Carrière

### 2005 tot en met 2012
In 2005 werd Walkenhorst met Mareen Terwege Duits kampioen bij de C-jeugd. Vervolgens speelde ze onder andere met Chantal Laboureur en Annika Brinkmann samen. In 2010 deed Walkenhorst met Anna-Lena Rahe voor het eerst mee aan de Duitse kampioenschappen in Timmerdorfer Strand waar het duo als dertiende eindigde. In datzelfde jaar won ze met Jana Köhler het Challenger-toernooi in Chennai. In 2011 speelde Walkenhorst aanvankelijk met Melanie Gernert, maar in juli wisselde ze naar Geeske Banck met wie ze onder meer het Smart-toernooi in Keulen won en bij de Duitse kampioenschappen als negende eindigde. Tussendoor deed ze met Laboureur mee aan de EK U23 in Porto waar ze het brons wonnen. In 2012 wonnen Laboureur en Walkenhorst de titel bij de EK U23 in Assen. Datzelfde jaar werd Walkenhorst met Banck tweede bij de nationale kampioenschappen.

### 2013 tot en met 2016
Vanaf 2013 vormde Walkenhorst een duo met Laura Ludwig. Bij de WK in Stare Jabłonki dat jaar kwamen Ludwig en Walkenhorst tot in de kwartfinales waar ze verloren van de latere winnaars, de Chinese Xue Chen en Zhang Xi. Ze wonnen verder de bronzen medaille bij de EK, behaalden twee tweede plaatsen in de World Tour, in Moskou en São Paulo, en ze wisten de nationale titel te veroveren. Walkenhorst werd in 2013 door de FIVB onder meer uitgeroepen tot "Most Improved Player". In 2014 wonnen Ludwig en Walkenhorst in Shanghai als eerste Duitse team een Grand Slam. Bovendien behaalden ze wederom de derde plaats bij de EK in Quartu Sant'Elena. Walkenhorst moest in juli haar seizoen voortijdig beëindigen vanwege de ziekte van Pfeiffer.
In 2015 vervolgde Walkenhorst haar spel met Ludwig. Bij de WK in Nederland dat jaar kwamen ze niet verder dan de zestiende finales waar ze werden uitgeschakeld door het Russische duo Jevgenija Oekolova en Jekaterina Birlova. In Yokohama wonnen ze vervolgens de finale van de nieuwe wereldkampioenen, de Braziliaanse Bárbara Seixas en Ágatha Bednarczuk. Een week later werden Ludwig en Walkenhorst in Klagenfurt Europees kampioen ten koste van Oekolova en Birlova. In Long Beach volgde een derde plaats. In 2015 wonnen Ludwig en Walkenhorst voor de tweede keer samen de Duitse titel door Teresa Mersmann en Isabel Schneider te verslaan. Bij de World Tour Finals in Fort Lauderdale werd de finale verloren van het Braziliaanse duo Larissa França en Talita Antunes da Rocha. De week daarop wisten Ludwig en Walkenhorst wel het toernooi van Puerto Vallarta te winnen.

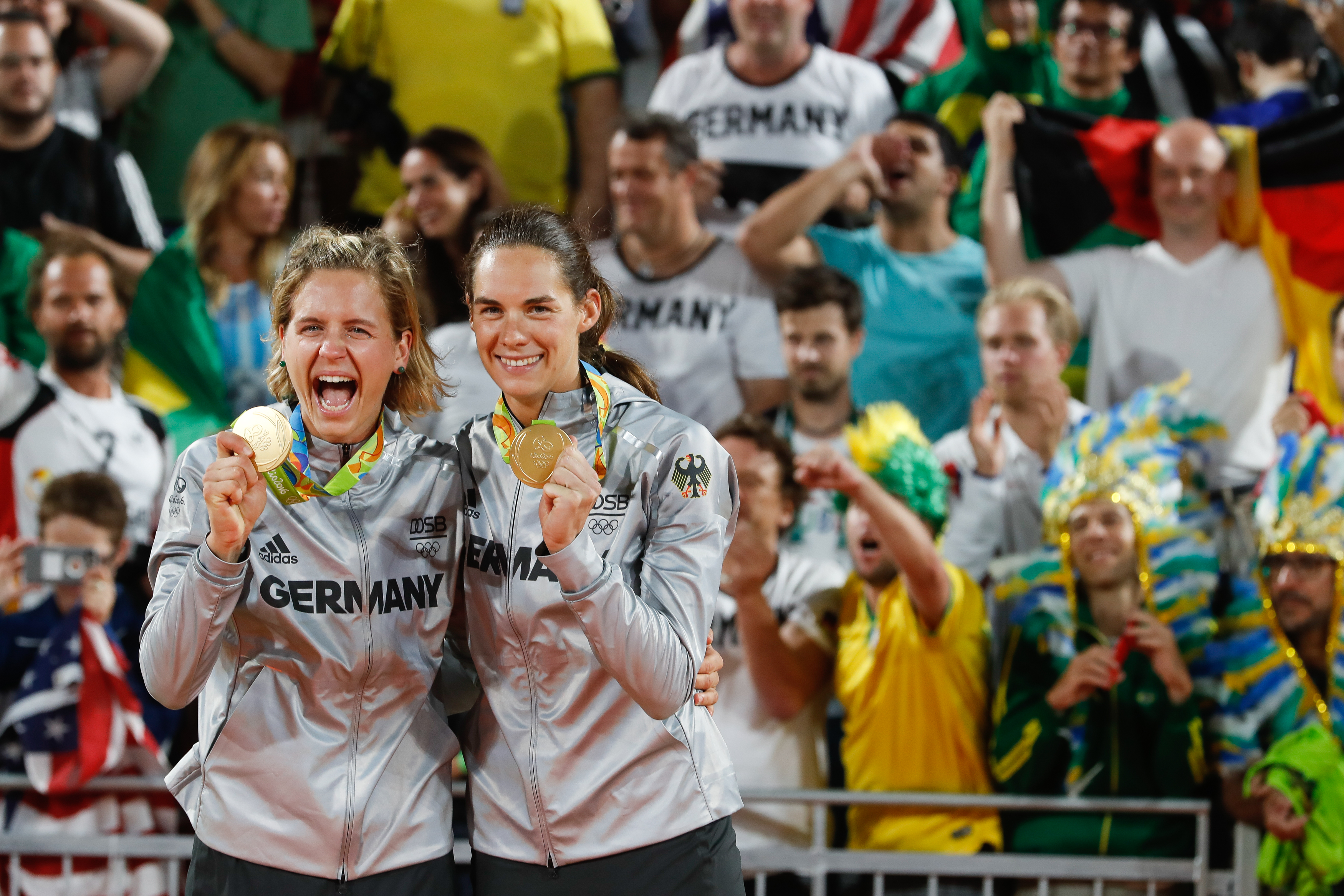
Ludwig en Walkenhorst (rechts) met hun gouden medaille in Rio de Janeiro (2016)

Ludwig en Walkenhorst boekten bij de World Tour in 2016 overwinningen in Antalya, Hamburg, Olsztyn en Klagenfurt. Daarnaast prolongeerden ze hun Europese titel door de finale van het Tsjechische duo Markéta Sluková en Barbora Hermannová te winnen. Ludwig en Walkenhorst waren als tweede geplaatst voor de Olympische Spelen in Rio de Janeiro. Ze gingen als groepswinnaar door, waarna ze zonder setverlies de finale bereikten. Ludwig en Walkenhorst wonnen de finale in twee sets van Bárbara en Ágatha, waarmee ze olympisch kampioen werden. Het was tevens de eerste olympische medaille voor een Europees vrouwenteam in het beachvolleybal. Later dat jaar wisten ze ook hun nationale titel te prolongeren ten koste van Laboureur en Julia Sude. Tot slot wonnen Ludwig en Walkenhorst de World Tour Finals in Toronto door de Zwitserse Nadine Zumkehr en Joana Heidrich te verslaan.

### 2017 en 2018
Bij de seizoensopening in Fort Lauderdale in 2017 speelde Walkenhorst met Julia Großner omdat Ludwig van een schouderoperatie aan het herstellen was. Het duo won alle groepsduels maar werd in de eerste eindronde uitgeschakeld door het Nederlandse koppel Madelein Meppelink en Sophie van Gestel. In mei dat jaar keerde Ludwig terug en vervolgden zij en Walkenhorst hun spel met winst bij de Super Smart Cup in Münster. Bij de WK in Wenen bereikten Ludwig en Walkenhorst de finale waarin ze wonnen van het Amerikaanse duo April Ross en Lauren Fendrick en daarmee als eerste Duitse vrouwen wereldkampioen werden. Bij de EK in Jūrmala strandden ze in de kwartfinale die ze verloren van hun landgenoten en latere kampioenen Nadja Glenzke en Julia Großner. In Hamburg wisten Ludwig en Walkenhorst voor het tweede achtereenvolgende jaar de World Tour Finals te winnen door in de finale het Braziliaanse duo Ágatha en Duda te verslaan.
Walkenhorst viel in 2018 meerdere maanden uit als gevolg van een heup- en schouderoperatie. Na haar herstel speelde Walkenhorst in de nationale competitie samen met Leonie Körtzinger, vanwege de zwangerschap van Ludwig. Het duo eindigde bij de Techniker Beach Tour in Münster als dertiende. Begin 2019 kondigde Walkenhorst het einde van haar sportcarrière aan in verband met een aanhoudende blessure.

## Palmares
Kampioenschappen
- 2011:  EK U23
- 2012:  EK U23
- 2012:  NK
- 2013:  EK
- 2013:  NK
- 2014:  EK
- 2014:  NK
- 2015:  EK
- 2015:  NK
- 2016:  EK
- 2016:  OS
- 2016:  NK
- 2017:  WK

FIVB World Tour
- 2013:  Grand Slam Moskou
- 2013:  Grand Slam São Paulo
- 2013:  Grand Slam Xiamen
- 2014:  Grand Slam Shanghai
- 2014:  Grand Slam Stare Jabłonki
- 2015:  Grand Slam Yokohama
- 2015:  Grand Slam Long Beach
- 2015:  World Tour Finals Fort Lauderdale
- 2015:  Puerto Vallarta Open
- 2016:  Antalya Open
- 2016:  Hamburg Major
- 2016:  Grand Slam Olsztyn
- 2016:  Gstaad Major
- 2016:  Klagenfurt Major
- 2016:  World Tour Finals Toronto
- 2016:  FIVB World Tour
- 2017:  World Tour Finals Hamburg

## Persoonlijk
Walkenhorst haar broer Alexander en zus Pia spelen ook (beach-)volleybal. Walkenhorst heeft sinds 2014 een relatie met Maria Kleefisch die eveneens beachvolleybal heeft gespeeld en ze zijn sinds oktober 2017 getrouwd. Het echtpaar maakte in juli 2018 bekend zwanger te zijn, waarbij Kleefisch het kind draagt.